# 実藤遠
実藤 遠（さねとう とおし、1929年4月19日 - 2016年10月30日）は、日本の中国研究者、超常現象研究家。
東京生まれ。父は実藤恵秀、弟にさねとうあきら。1951年早稲田大学政治経済学部卒業。早稲田実業高等学校で地理の教師を務める。はじめは日本と中国との関係史を研究したが、1974年の超能力ブームに触発されて、超常現象の研究をはじめる。日本サイ科学理事長、国際新科学会会長、国際新科学研究所所長。天然自然研究会歴任、チョウ常識教室を主宰。

## 著書
- 『中国近代文学史』淡路書房新社 1960
- 『日中友好史』淡路書房新社 1961
- 『宇宙生命の科学』工作舎 1981
- 『死後の世界の謎』大和書房 自然学ミニエンサイクロペディア 1987
- 『スカラー波理論こそが科学を革命する 驚異の電磁兵器から平和産業への利用へ 縦波の重力波』技術出版 1994
- 『ニコラ・テスラの地震兵器と超能力エネルギー 人類が知らない重力波の存在を探る』たま出版 1995
- 『実藤遠スカラー波論集 part 2　宇宙のスカラー的構造 "見えない世界"を観る科学の構想』技術出版 1996
- 『宗教と科学を統合する宇宙生命の書』技術出版 1998
- 『歓喜の書 ゼロと超無限の生命観』東明社 1999
- 『聖なる科学 スカラー波の発見で解けた宇宙・超常現象・死後の世界』成星出版 1999
- 『久遠の「死生学」 私は死なない!宇宙の根源だから』東明社 2000
- 『新ミレニアムの科学原理 現代科学を超える新プリンキピア』東明社 2000
- 『波動測定の科学的正体』サンロード 2000
- 『超古代の叡智「カタカムナ」と「0理学」』たま出版 2015

### 共著
- 『中国新文学発達史』実藤恵秀共著 三一書房 1955
- 『アジアの心 日中文化交流のあゆみ』実藤恵秀共著 淡路書房 1956